# Upotte!!
Upotte!! (jap. うぽって!!) ist eine von Kitsune Tennōji geschriebener und gezeichneter Manga, der seit Juli 2009 innerhalb des Magazins Young Ace und seit Juni 2011 in dem Magazin Shōnen Ace veröffentlicht wird. Im Mittelpunkt der Handlung stehen die Schülerinnen der Seishō-Schule, die Personifikationen von Schusswaffen sind. Entsprechend leitet sich auch der Name des Mangas vom in Hiragana rückwärts geschriebenen Wort Teppō (てっぽう, dt. „Gewehr(e)“) ab.
Aufbauend auf dem Manga entstand eine Adaption als Yonkoma-Reihe, die im Magazin 4-Koma Nano Ace veröffentlicht wird. Ebenso entstand 2012 eine gleichnamige Anime-Fernsehserie, die vom Studio Xebec unter der Regie von Takao Kato animiert wurde.

## Handlung
Die fortlaufende Geschichte konzentriert sich auf die Schülerinnen der Seishō-Schule (青錆学園, Seishō Gakuen, dt. „Grünspan-Schule“). Sie sind allesamt Personifikationen von Schusswaffen und erben die den Waffen nachgesagten Eigenschaften und Verhaltensweisen. Dargestellt werden sie dabei als Schülerinnen, die jederzeit die Waffe, die sie symbolisieren, benutzen können. Eine wesentliche Hauptrolle spielt dabei die Schülerin Funco, die eine belgische FN FNC von Fabrique Nationale d’Armes de Guerre repräsentiert, und ihre Mitschülerinnen Ichiroku, Eru und Sig. Sie und ihre Klassenkameradinnen sind wie alle Mittelschüler auch Sturmgewehre, während die Unterschüler Maschinenpistolen und die Oberschüler großkalibrige Gewehre (7,62 x 51 mm NATO) sind.
Die humorvollen Handlungsabschnitte konzentrieren sich dabei vor allem auf die Kritikpunkte und teils peinliche Besonderheiten der Waffen. So hat beispielsweise Eru ständig irgendwelche Beschwerden und gilt dadurch als unzuverlässig, was auch ihrer Vorgabe, der britischen L85A1, nachgesagt wird. Mit fortlaufender Handlung kommt es immer wieder auch zur Auseinandersetzung mit Schülerinnen anderer ‚Waffenschulen‘, wobei trotz Rivalität und gegenseitiger Vorwürfe zugleich auch neue Freundschaften geschlossen werden.
Während die Schulklassen nach Waffenart (Größe) aufgeteilt sind, zeigen Waffen bzw. Figuren gleicher Baulinien auch immer wieder einige charakteristische Gemeinsamkeiten. So sind beispielsweise Waffen vom finnischen Hersteller SAKO (umgangssprachlich Valmet zugeschrieben) immer an ihren Ohren zu erkennen, die sie wie Elfen aussehen lassen, oder die von Israel eingesetzten IMI Galil an ihren Katzenohren (Nekomimi).

## Charaktere
Funco (ふんこ, Funko)
Sie ist eine Schülerin mit einem eher zurückhaltenden Charakter und ist die Hauptfigur von Upotte!!. Weil die anderen Figuren in ihrem Umfeld meist eine Dummheit nach der anderen begehen, ist sie letztlich immer wieder diejenige, die dafür gerade stehen muss. In der Reihe verkörpert sie eine belgische FN FNC und mag es eigentlich nicht, deswegen als Funco bezeichnet zu werden. Ebenso ist es ihr immer wieder peinlich, einen String-Tanga statt normaler Unterwäsche zu tragen, da eine echte FN FNC über einen hohlen Schaft (Skelettkolben) verfügt. So gerät sie in humorvollen Szenen immer wieder in Rage, sollte sie darauf angesprochen werden.
Ichiroku (いちろく, Ichiroku, dt. „1-6“)
Sie ist Funcos beste Freundin und hat eine überaus energetische Persönlichkeit, wobei sie sich üblicherweise bei ihrer Wortwahl nicht zurückhält und in einem Ōsaka-Dialekt spricht. Als Waffe verkörpert sie ein amerikanisches M16A4 Sturmgewehr, das viele Fans hat und wie alle M16-Modelle immer wieder für diverse Waffenmagazine posieren muss.
Elle (える, Eru)
Sie ist eine ebenfalls Funco nahestehende Mitschülerin und Ichirokus Mitbewohnerin. Als Waffe symbolisiert sie ein britisches L85A1 Sturmgewehr. Da diesem Gewehr diverse Fehlfunktionen nachgesagt werden, ist sie auch entsprechend ungeschickt, oft krank und unzuverlässig. Insbesondere hat sie oft Bauchschmerzen, da das L85A1 für Ladehemmungen berüchtigt ist.